# Wilhelm Krause (maler)
 For alternative betydninger, se Wilhelm Krause. (Se også artikler, som begynder med Wilhelm Krause)
Wilhelm August Leopold Christian Krause (født 27. februar 1803 i Dessau, død 8. januar 1864 i Berlin) var en tysk marinemaler.
Krause studerede under Carl Wilhelm Kolbe den Ældre (en) og Karl Wilhelm Wach. I slutningen af sine teenageår flyttede han til Dresden og derefter til Berlin, da han var 21. Krause fik hovedparten af sin uddannelse under Wach i Berlin. Han begyndte at male marinemalerier, mens han arbejdede med Wach, og malede sit første søstykke, før han endnu havde set havet. Han oplevede det dog senere på rejser til Rügen, Norge, Holland, Frankrig og andre steder og fortsatte med at holde sig i flittig kontakt med det gennem sine rejser. I 1832 blev han medlem af Akademiet i Berlin (en).
I 1842 rejste han til England og Skotland. Krause blev en meget populær lærer og blev kendt som grundlægger af marinemaleriet i Berlin. Hans omhyggeligt udførte arbejder, særligt i tegning, vakte meget bifald i Berlin og blev optaget i tyske museer. I Berlins Nationalgalleri findes blandt andet "Pommersk kyst" fra 1828.